# Raión de Sovetsk
Raión de Sovietski (en ucraniano: Совєтський район, en ruso: Советский район) es un raión o distrito de la República Autónoma de Crimea de Ucrania disputado por Rusia en la República de Crimea. Es una de las 25 regiones de la República. Comprende una superficie de 1080 km². En 2016, la Rada Suprema de Ucrania devolvió al raión su nombre histórico en idioma tártaro de Crimea, raión de Ichkinski (en tártaro de Crimea: İçki rayonı, en ucraniano: Ічкинський район).
La capital es el asentamiento de tipo urbano Sovietski.

## Demografía
Según estimación de 2010, contaba con una población total de 37576 habitantes.

## Otros datos
El código KOATUU fue 125200000. El código postal 97200 y el prefijo telefónico +380 6551.